# AI non-stop!
AI non-stop! (AIが止まらない, AI ga tomaranai) est un manga de Ken Akamatsu en 8 volumes, publié intégralement en France par Pika Édition.
Il a été prépublié entre 1994 et 1998 dans le Weekly Shōnen Magazine, publié une première fois en 9 volumes par la Kōdansha de septembre 1994 à octobre 1997, puis en 8 volumes de novembre 1999 à juin 2000. Sorti en France de mai 2004 à septembre 2005, il est également paru en anglais, en allemand et en espagnol (sorti au Mexique).

## Résumé
AI Toma raconte l'histoire d'un jeune garçon, Kōbe Hitoshi, l’arche-type du mec impopulaire qui est passionné d'informatique et a conçu des programmes d'intelligence artificielle (IA ou "Artificial Intelligence" soit "AI" en Anglais) avec des avatars ressemblant trait pour trait aux jeunes filles de ses rêves.
Un jour, Satie alias programme numéro 30 passe du monde virtuel au monde réel.

## Personnages

### Hitoshi Kōbe
Hitoshi Kōbe (ひとし 神戸) est un informaticien de génie (ses parents travaillent pour une société informatique américaine, ce qu'il fait qu'il est souvent seul). Il a créé un programme d'Intelligence Artificielle nommé Satie (dérivé de "Thirty" ou "30", son n° de programme) représentant la femme (ou plutôt la jeune fille) de ses rêves. Il est médiocre pour travailler au lycée, et est nul en sport, et de plus il est obsédé par le sexe. Il ne peut s'empêcher d'acheter des "Eroges" (dérivé de "Ero Games", "Jeux (vidéo) pornographiques" ou "Jeux (vidéo) Hentai").

### Satie Nanba
Satie Nanba (サーティ 難波) (anciennement PROGRAMME no 30) est un programme informatique baptisé ainsi par Hitoshi. Celle-ci (car Satie est « une fille ») passe un jour du monde virtuel au monde réel, à la suite d'un violent orage. On apprendra son nom (Satie) lors de sa première journée d'école.
Elle est en mesure de communiquer avec n'importe quel appareil électronique, informatique : aussi bien un téléphone qu'un distributeur de boissons ou une carte mémoire. Lorsqu'elle lit un livre, elle peut aussi mémoriser entièrement le contenu pour l'utiliser plus tard. Par exemple, le programme optionnel no 4 qu'elle a créé à partir d'un magazine de mode lui permet de changer de vêtements à sa guise.
Satie n'est pas douée pour la cuisine, sauf pour respecter la couleur d'après des images qu'elle a en mémoire : elle n'hésite donc pas à mettre un pot de peinture verte dans une salade pour que celle-ci soit bien verte.
Satie mesure environ 1,66 m, fait 48 kg et a, au début du manga, 16 ans, et dans le dernier volume, elle a 18 ans.
Elle a été créée pour être la petite amie de Hitoshi Kôbe.
Satie a été programmée par Hitoshi en pensant à sa mère (c'est d'ailleurs la seule chose qu'on connait de sa mère : elle ressemble à Satie).

### Tweanie Nanba
Tweanie est le programme intelligent no 20 elle a donc été créée avant Satie. Elle jouera le rôle de la grande sœur (お姉さん, onee-san) de Satie et Fortie. Une fille plutôt dévergondée qui accumule les rendez-vous avec les garçons, le contraire de Satie, elle ressemble particulièrement à Kimika Aso car effectivement, Hitoshi qui avant, avait un faible pour Kimika, s'était servi d'elle pour créer Tweanie.
Tweanie fait 1,75 m, pèse 48 kg.

### Fortie Namba
Parfois une fille parfois un garçon, Fortie est le programme no 40. Tweanie voulait un petit frère, Satie une petite sœur. Un jour, en se battant toutes les deux sur l'ordinateur en appuyant sur tous les boutons pour choisir si le prochain programme serait un garçon ou une fille, Fortie apparut.
Fortie a le corps d'une fille de 12 ans mais a deux personnalités bien différentes, parfois une fille avec un caractère limite obsédé et pervers et d'autres fois un garçon, obsédé mais de ménage et rangement.
Les caractères s'opposent. Fortie devient un garçon lorsqu'elle dit "garçon" et il (maintenant c'est un garçon) redevient fille quand il dit "fille"

### Kimika Asō
Kimika Asō (希美華 麻生) est une jeune fille prétentieuse dans la même classe qu'Hitoshi et se considère comme la reine de la classe et ne souhaite absolument pas qu'une nouvelle (Satie en l'occurrence) puisse faire autant d'effets. Elle a donc pris pour cible Satie. Elle prendra ensuite pour cible Tweanie. Les deux sœurs sont des ennemies de Kimika.

## Manga

### Fiche technique
- Autres éditions :
  -  TOKYOPOP
  -  Grupo Editorial VID

### Liste des volumes et chapitres
| no | Japonais         | Japonais          | Français          | Français      |
| no | Date de sortie   | ISBN              | Date de sortie    | ISBN          |
| --- | ---------------- | ----------------- | ----------------- | ------------- |
| 1 | 15 novembre 1999 | 978-4-06-334253-6 | 11 mai 2004       | 2-84599-355-2 |
| Liste des chapitres : - Program 1 : Nommer, émerger, chambouler. - Program 2 : Cap sur l'hôtel Ryūgūjō! - Program 3 : Haro sur les clubs! - Program 4 : Emmène-moi voir la mer. - Program 5 : L'intrus qui souriait. - Program 6 : Sayonara. - Program 7 : Problèmes d'argent? |                  |                   |                   |               |
| Hitoshi Kōbe, seize ans, lycéen, est le parfait exemple de l'élève brimé : peu doué en études et en sport, il n'a pas d'amis, et est souvent la risée de l'établissement entier. Il est cependant très doué en informatique, et a conçu en secret un programme d'intelligence artificielle capable de discuter, d'apprendre. Surnommé Satie, ce programme qui affiche une jeune fille à l'écran ne cesse d'étonner Hitoshi lui-même, qui va jusqu'à lui dire un jour que, si elle était un être humain, il ferait d'elle sa petite amie. Le soir même, un terrible orage s'abat sur la région, la foudre tombe sur sa maison... et Satie sort de l'ordinateur ! Elle lui demande alors de tenir sa promesse, ce qu'il accepte. Hitoshi l'emmène alors au lycée où celle-ci a un gros succès, principalement auprès des garçons. Hitoshi n'étant pas doué pour les études et le sport, Satie fait tout son possible pour l'aider. Cette journée sera la première où il aura apprécié l'école. |                  |                   |                   |               |
| 2 | 13 décembre 1999 | 978-4-06-334266-6 | 17 août 2004      | 2-84599-355-2 |
| Liste des chapitres : - Program 8 : Happy or unhappy birthday - Program 9 : Ce qu'est la bonne cuisine - Program 10 : Celle par qui arrive la tempête! - Program 11 : Ma grande sœur est dépravée! - Program 12 : Embrassade à la piscine - Program 13 : Triangle amoureux - Program 14 : Satie vs Tweanie - Program 15 : Mountain happening - Program 16 : Prière aux étoiles |                  |                   |                   |               |
| Hitoshi est inquiet, il trouve que Satie se comporte de manière étrange depuis quelque temps. Il commence à croire que Satie est amoureuse de quelqu'un d'autre. Plus tard, il découvre qu'elle était bizarre car elle lui confectionnait un cadeau, un pull, pour son anniversaire. Cet anniversaire sera le plus beau de sa vie. |                  |                   |                   |               |
| 3 | 14 janvier 2000  | 978-4-06-334274-1 | 12 octobre 2004   | 2-84599-371-4 |
| Liste des chapitres : - Program 17 : Il s'en est fallu d'un cheveu - Program 18 : Death Trap - Program 19 : Cible : AI - Program 20 : La mémoire retrouvée ! - Program 21 : Enquêtes et assauts - Program 22 : Avec Puppy - Program 23 : Seuls pour une nuit d'amour - Program 24 : Par une nuit de tempête de neige |                  |                   |                   |               |
| 4 | 15 février 2000  | 978-4-06-334279-6 | 7 décembre 2004   | 2-84599-387-0 |
| Liste des chapitres : - Program 25 : Touch me ! - Program 26 : Le 3e est un garçon ?! - Program 27 : Expérience précoce - Program 28 : Transformation en garçon en cours - Program 29 : Première fois - Program 30 : À trop y croire - Program 31 : Jeux d'enfants |                  |                   |                   |               |
| 5 | 14 mars 2000     | 978-4-06-334288-8 | 15 février 2005   | 2-84599-404-4 |
| Liste des chapitres : - Special Program : En route pour le Hawaï de mes rêves ! - Program 32 : Trinquer aux amours déçus - Program 33 : Se tourmenter pour une petite poitrine - Program 34 : Dis-moi que tu m'aimes ! - Program 35 : Entraînement… - Program 36 : Tu me manques ! - Program 37 : Enfin des excuses… |                  |                   |                   |               |
| 6 | 12 avril 2000    | 978-4-06-334294-9 | 19 avril 2005     | 2-84599-423-0 |
| Liste des chapitres : - Program 38 : L'appel de la nature - Program 39 : Quand on se voit en rêve - Program 40 : Quand on se voit en rêve - Special Program : Reste 2 kg ! - Program 41 : Quand l'as du combat entre en scène ! - Program 42 : My fair lady - Program 43 : Cindy |                  |                   |                   |               |
| 7 | 15 mai 2000      | 978-4-06-334304-5 | 14 juin 2005      | 2-84599-450-8 |
| Liste des chapitres : - Program 44 : La reine de la côte - Program 45 : La tentation de la grande roue. - Program 46 : La dernière scène est pour moi - Program 47 : La dernière scène est pour moi - Program 48 : La dernière scène est pour moi |                  |                   |                   |               |
| 8 | 14 juin 2000     | 978-4-06-334309-0 | 13 septembre 2005 | 2-84599-487-7 |
| Liste des chapitres : - Program 49 : I love Tweanie - Program 50 : Les émotions de Fortie - Program 51 : Complexe d'infériorité - Program 52 : Complexe d'infériorité - Program 53 : Matérialisation impromptue - Program 54 : Le cœur - Program 55 : Ne me quitte pas ! |                  |                   |                   |               |

## Anecdotes
- Dans le tome 9 de Negima!, lors du long monologue de Satomi, il est fait référence à Hitoshi et sa sœur : elle parle d'un frère et d'une sœur de nationalité japonaise travaillant au MIT qui aurait créé des IA dotés de sentiments[3].
- Dans le tome 4 du même manga, une jeune femme ressemblant beaucoup à Satie croise Negi dans le train.

### Édition japonaise
Kōdansha
1. 1 2  (ja) « Tome 1 »
2. 1 2  (ja) « Tome 2 »
3. 1 2  (ja) « Tome 3 »
4. 1 2  (ja) « Tome 4 »
5. 1 2  (ja) « Tome 5 »
6. 1 2  (ja) « Tome 6 »
7. 1 2  (ja) « Tome 7 »
8. 1 2  (ja) « Tome 8 »

### Édition française
Manga-news.com
1. 1 2  (fr) « Tome 1 »
2. 1 2  (fr) « Tome 2 »
3. 1 2  (fr) « Tome 3 »
4. 1 2  (fr) « Tome 4 »
5. 1 2  (fr) « Tome 5 »
6. 1 2  (fr) « Tome 6 »
7. 1 2  (fr) « Tome 7 »
8. 1 2  (fr) « Tome 8 »